# 리히텐슈타인 후자 니콜라우스 (2000년)
리히텐슈타인 후자 니콜라우스(Nikolaus Sebastian Alexander Maria von und zu Liechtenstein, 2000년 12월 6일 ~ )은 리히텐슈타인 후국의 후자이다. 리히텐슈타인 후세자 알로이스와 조피 인 바이에른 여공작의 3남 1녀 중 삼남이다. 